# Charles-Louis d'Orléans
 (août 2012).
Si vous disposez d'ouvrages ou d'articles de référence ou si vous connaissez des sites web de qualité traitant du thème abordé ici, merci de compléter l'article en donnant les références utiles à sa vérifiabilité et en les liant à la section « Notes et références ».
Charles-Louis d'Orléans, né le 28 juillet 1972 à Neuilly-sur-Seine est un membre de la maison d'Orléans et porte le titre de courtoisie de duc de Chartres. Depuis 2009, il est vice-président de la filiale de la banque JPMorgan Chase à Paris.

## Famille
Charles-Louis d'Orléans est le fils aîné de Jacques d'Orléans (1941), duc d'Orléans, et de son épouse  Gersende de Sabran-Pontevès (1942). Par son père, il est donc le petit-fils d'Henri d'Orléans (1908-1999), comte de Paris et prétendant orléaniste au trône de France, et de son épouse franco-brésilienne Isabelle d'Orléans-Bragance (1911-2003), tandis que par sa mère, il descend de la branche de Pontevès de la maison d'Agoult (branche issue en ligne cognatique de l'ancienne maison de Pontevès, et ayant repris au XIXe siècle le nom de l'ancienne maison de Sabran).
Le 21 juin 1997, Charles-Louis épouse la Grecque Iléana Mános (1970), arrière-petite-fille de Konstantínos Mános (1869-1913) et petite-nièce de la princesse Aspasía de Grèce (1896-1972), épouse d'Alexandre Ier, roi des Hellènes. De ce mariage naissent cinq enfants : 
1. Philippe d'Orléans (né le 3 novembre 1998)[Note 1] ;
2. Louise d'Orléans (née le 6 décembre 1999) ;
3. Hélène d'Orléans (née le 24 janvier 2001), fiancée à Francisco Sottomayor Quinta, le 17 mars 2025[1] ;
4. Constantin d'Orléans (né le 15 février 2003) ;
5. Isabelle d'Orléans (née le 12 mai 2005).

## Biographie
Diplômé de l'université Paris-Dauphine, Charles-Louis d'Orléans travaille pour le groupe Clarín et pour Santander Investment à Buenos Aires en Argentine, avant de devenir vice-président au sein du département fusions et acquisitions de la banque Lazard, à Paris. Il exerce ensuite comme directeur au sein du département gestion de fortune de Rothschild & Cie à Paris avant d'être nommé vice-président et banquier privé senior au sein de l'équipe banque privée de JPMorgan Chase en France en 2009. Il est également associé-gérant de l'entreprise Sci Ferme d'Haussez, qu'il a fondée avec son épouse en 2005.

## Titulature
Les titres portés actuellement par les membres de la maison d'Orléans n’ont pas d’existence juridique en France et sont considérés comme des titres de courtoisie. Ils sont attribués par le chef de maison.
- 28 juillet 1972 – 30 septembre 1996 : Son Altesse Royale le prince Charles-Louis d'Orléans ;
- depuis le 30 septembre 1996 : Son Altesse Royale le duc de Chartres (titulature rendue publique le jour de son mariage en 1997)[4].

## Armoiries
Écu : De France au lambel de gueules.

## Couvertures de magazine
- « Chez le duc et la duchesse d'Orléans - Les premières photos du petit prince Charles-Louis » dans Point de vue - Images du monde no 1252 du 11 août 1972
- « Le Duc et la Duchesse d'Orléans reçoivent Point de vue » dans Point de vue - Images du monde no 1399 du 16 mai 1975
- « Charles-Louis d'Orléans et Iléana Manos - Mariage royal en Grèce » dans Point de vue no 2554 du 2 juillet 1997